# Ammoniumsulfid
Ammoniumsulfid, utgörs av färglösa, nålformiga och mycket obeständiga kristaller och används mest i vattenlösning.

## Framställning
Ämnet framställs genom att fullständigt mätta ammoniakvatten med svavelväte och därefter blanda det med lika stor mängd ammoniakvatten som ursprungligen använts.

## Användning
Ammoniumsulfid används för framställning av oxiderat silver och är också en viktig kemikalie i den analytiska kemin.